# Two Days in Paris
Pour plus de détails, voir Fiche technique et Distribution.
Two Days in Paris est un film franco-allemand écrit et réalisé par Julie Delpy, et sorti en 2007.

## Synopsis
Française vivant à New York, Marion, 35 ans, est photographe et revient d'un voyage à Venise avec son petit ami, Jack. Ils passent deux jours à Paris, chez les parents de Marion. Mais entre les craintes de Jack, qui voit Paris comme une ville dangereuse, les réactions des parents de Marion et les rencontres d'ex de cette dernière, le séjour n'est pas facile.

## Fiche technique
- Titre : Two Days in Paris
- Réalisation : Julie Delpy
- Scénario : Julie Delpy
- Photographie : Lubomir Bakchev
- Montage : Julie Delpy
- Musique : Julie Delpy
- Production : Christophe Mazodier et Thierry Potok
- Société de distribution : Rezo Films
- Langue : français, anglais
- Genre : comédie dramatique, comédie romantique
- Durée : 96 minutes
- Dates de sortie :
  - France : 11 juillet 2007

## Distribution
- Adam Goldberg : Jack
- Julie Delpy : Marion
- Daniel Brühl : Lukas
- Marie Pillet : Anna, la mère de Marion
- Albert Delpy : Jeannot, le père de Marion
- Alexia Landeau : Rose
- Adan Jodorowsky : Mathieu
- Alexandre Nahon : Manu
- Charlotte Maury-Sentier : la femme dévalisée
- Arnaud Beunaiche : Édouard
- Vanessa Seward : Vanessa
- Thibaut De Lussy : Gaël
- Chick Ortega : premier chauffeur de taxi
- Patrick Chupin : chauffeur de taxi au Jack Russel
- Antar Boudache : chauffeur de taxi dragueur
- Ludovic Berthillot : chauffeur de taxi raciste
- Hubert Toint : chauffeur de taxi mélomane
- Sandra Berrebi : Sandra
- Claude Harold : Micha Sisinsky
- Benjamin Baroche : le médecin
- Jean-Baptiste Puech et Clément Rouault : les pompiers
- Nanou Benhammou : l'employée du fast-food

## Musique
1. Mon Amant de Saint-Jean, Le Temps des fleurs et L'Âge tendre - interprétés par la fanfare les Plaies mobiles
2. La Complainte du progrès - Boris Vian
3. Lalala - Nouvelle Vague
4. Compagnon du ciel - Adanowsky (alias Adan Jodorowsky qui interprète Mathieu dans le film)
5. Sans titre - Bertrand Burgalat
6. House arrest - Doubleman
7. Dead wood - The Witnesses
8. Dead lover - The Roughtones
9. Springtime - The Michelles
10. Froide - A.S. Dragon
11. C'est pas de ma faute - Brigitte Fontaine
12. Minor leap - Titus Vollmer's Bluezzboat
13. Mes départements - Moiziard
14. Pour le meilleur et le pire - Cassidy

## Autour du film

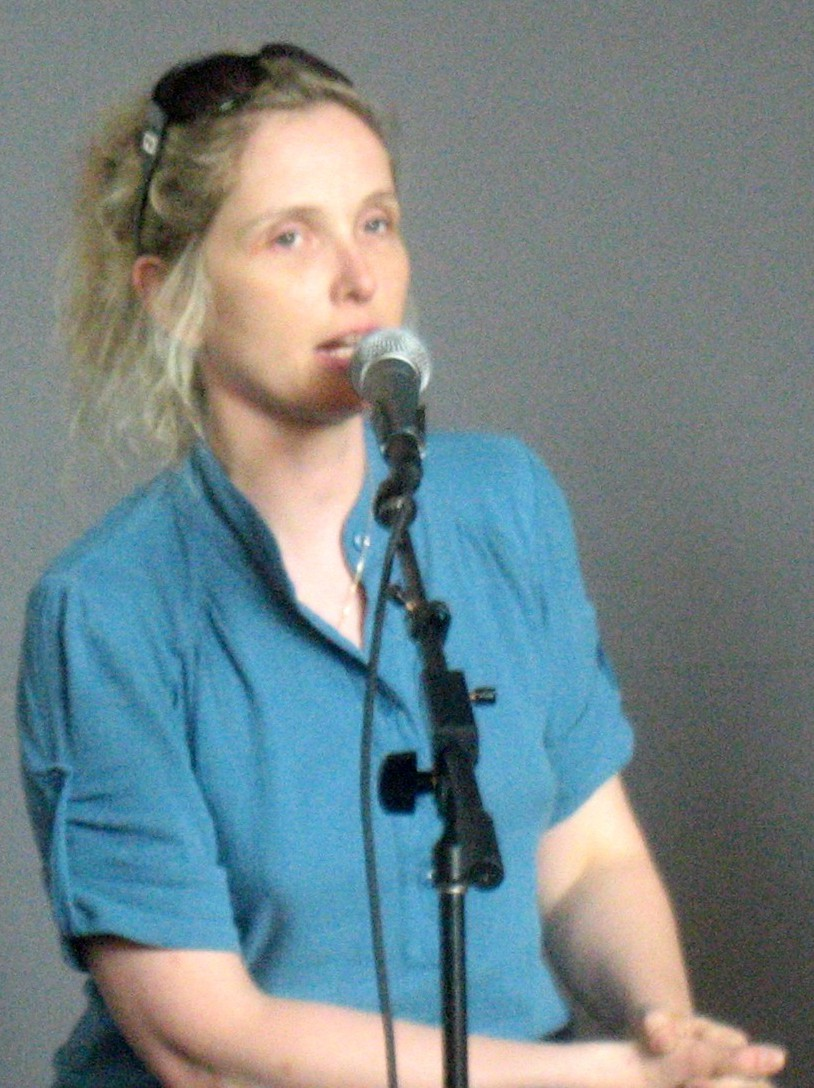
L'actrice principale et réalisatrice Julie Delpy pour la promotion du film à San Francisco en 2007.

- Les acteurs qui jouent les parents de Marion dans le film, Albert Delpy et Marie Pillet, sont dans la réalité les parents de Julie Delpy. Cette dernière explique dans le dossier de presse du film que « quand on fait un film avec un tout petit budget, on a envie d'être entouré de gens en qui on a confiance, comme une famille en quelque sorte. (...) j'ai donc préféré m'entourer de comédiens que je connaissais. Sans oublier que j'ai écrit la plupart des rôles avec les acteurs en tête... J'ai écrit le rôle de Jack pour Adam Goldberg, et pour les parents de Marion, j'ai pensé à mes propres parents parce que ce sont de formidables acteurs. Je me suis vite rendu compte, par exemple, que certains producteurs étaient effrayés par le langage très cru du père. Mais je savais aussi que mon père en ferait un personnage extrêmement attachant car il ressemble au Père Noël — à un “Pervert Noël”. Par ailleurs, dans le scénario, le personnage de la mère était une femme un peu spéciale, mais j'étais sûre que ma mère aussi en ferait un personnage adorable. »
- Julie Delpy raconte qu'elle « développe des projets depuis longtemps, mais ils dépassent systématiquement les deux millions de dollars » et avoisinent souvent les 5 millions de dollars. Pour Two Days in Paris, elle voulait d'abord « faire un petit film pour 20 000 euros, tourné de manière underground, mais [le producteur Christophe Mazodier] m'a proposé de le produire et de réunir davantage d'argent (...) j'ai terminé le scénario après avoir décroché le financement, ce qui est très rare. »
- Par rapport à Before Sunset, dont elle a coécrit le scénario et qui montre aussi un couple franco-américain (joué par Ethan Hawke et Julie Delpy) à Paris, l'actrice-réalisatrice souligne que « la tonalité de ce scénario est très différente : je voulais qu'il soit assez cru, politiquement incorrect et même un peu méchant parfois, alors que Sunset est un film romantique — tout le contraire de 2 Days in Paris qui est moins romantique avec un humour plus mordant. »
- Le film a obtenu 216 696 entrées en France du 11 juillet au 21 août 2007[1].
- Le film a une suite, Two Days in New York, sorti en 2012.

## Distinctions

### Récompenses
- Prix Jacques-Prévert 2008 : meilleur scénario pour Julie Delpy